# ليلى اوشال
 ليلى اوشال  (بالفرنسية: Leïla Aouchal)‏ (13 يوليو 1936 في كان – 21 أبريل 2013 في جونيس) هي كاتبة فرنسية جزائرية.

## حياتها
ولدت اوشال في عائلة متوسطة المستوى بمدينة كان بفرنسا، وتزوجت من مهاجر جزائري وهي في التاسعة عشر من عمرها وهاجرت معه إلى الجزائر. وبعد حصول الجزائر على استقلالها عام 1962، أصبحت اوشال مواطنة جزائرية. وعلى الرغم من كونها مسيحية تتبع الكنيسة الرومانية الكاثوليكية منذ الصغر، إلا أنها أصبحت جزائرية خالصة وبدأت في قراءة القرآن وتحولت إلى الإسلام، وتجنبت المشاركة في أي احتفالات مسيحية تقام بالجزائر.

## أعمالها
في عام 1970، نشرت اوشال كتابًا بعنوان «حياة أخرى» (بالفرنسية: Une autre vie)‏و هو سيرة ذاتية توضح تجربتها في الاندماج في المجتمع الجزائري خلال الحرب الأهلية. وكان ذلك هو الكتاب الوحيد لها.
على الرغم من قلة المحتوى الكتابي لها، إلا أنها صُنفت ضمن الجيل الأول للكُتاب الجزائريات للدول الناطقين باللغة الفرنسية، جنبًا إلى جنب مع فاطمة آيت منصور عمروش، وطاووس عمروش. فهؤلاء النساء ولدن في الفترة بين عامي 1882 و1928، ونشرت أعمالهم ما بين الستينيات والثمانينيات. ويُعتبر «اكتشاف الذات» عامل مهم من العوامل المشتركة التي ركزت عليها النصوص المكتوبة من قبل هؤلاء النساء خلال ثورة التحرير الجزائرية وتطور حالة النساء خلال هذا الوقت في البلاد.